# Морфессі Юрій Спиридонович
Морфессі Юрій Спиридонович (4 вересня 1882, Афіни — 12 липня 1949, Фюссен) — російський естрадний і оперний співак (баритон) грецького походження.

## Життєпис
Народився в родині адвоката. У 1889 сім'я переїхала до Одеси, в наступному році на прогулянковій яхті загинув батько.
Юрій вступив в грецьке комерційне училище в Одесі, при цьому співав у церковному хорі. Юнаком був прийнятий в Одеський оперний театр, незважаючи на відсутність музичної освіти. У 1903 році влаштовується в Києві в трупу театру «Шато-де-Фльор».
Матеріальні труднощі не дозволяли серйозно займатися музичною освітою, і в кінці чергового театрального сезону Морфессі підписує контракт на роботу в оперетах: в театрі «Буфф» у Києві (1904), в Ростові-на-Дону (1905—1906).
Переїхавши до Петербурга, виступав в опереті Новикова, а також в Театрі циганської пісні, з 1912 року повністю перейшов з оперети на естраду. Виступав на модних майданчиках в Санкт-Петербурзі (театри «Буфф», «Криве дзеркало» та ін.), в Москві (театр саду «Ермітаж», театр «Летюча миша», ресторан «Яр»), здійснював тривалі турне по Росії. З 1912 року Морфессі почав записуватися для грамофонних фірм «Зонофон», «Пише Амур», приблизно тоді ж Федір Шаляпін назвав Юрія Морфессі «Бояном російської пісні».
У червні 1914 року Морфессі співав перед імператорською сім'єю на яхті «Полярна зірка». У 1915 році Морфессі відкрив елітарне кабаре «Куточок» для «талантів і шанувальників». Восени 1917 року під час гастролей по Далекому Сходу Морфессі дізнався про те, що в Петрограді стався Жовтневий переворот, повернувся до Петербурга, але, почувши про розстріл царської сім'ї, виїхав до Одеси. Восени 1918 року в Одесі відкрив Будинок артиста, де виступали Надія Плевицька, Іза Кремер, Олександр Вертинський, Леонід Утьосов.
З 1920 року — в еміграції.